# Droga krajowa nr 102 (Kostaryka)
Droga krajowa nr 102 (hiszp. Ruta Nacional Secundaria 102/Ruta 102) – jedna z drugorzędnych dróg krajowych w Kostaryce. Znajduje się ona w prowincji San José.

## Opis
W prowincji San José droga krajowa nr 102 przebiega przez kanton Vázquez de Coronado (dystrykty San Isidro, Patalillo), kanton Tibás (dystrykt San Juan, Anselmo Llorente) i kanton Moravia (San Vicente).